# Hans von Salmuth
Hans Eberhard Kurt von Salmuth, född 29 november 1888 i Metz, död 1 januari 1962 i Heidelberg, var en tysk generalöverste.

## Biografi
von Salmuth tog värvning i den tyska armén 1907. Han stred i första världskriget och uppnådde kaptens grad.

### Andra världskriget
År 1939 var von Salmuth stabschef vid Armégrupp Nord, anförd av Fedor von Bock, och deltog i invasionen av Polen (Fall Weiss). von Salmuth fortsatte som stabschef hos von Bock, när den senare gavs befälet för Armégrupp B och Fall Gelb, invasionen av Belgien och Frankrike 1940.
I samband med igångsättandet av Operation Barbarossa, det tyska angreppet på Sovjetunionen, 1941 kommenderades von Salmuth till östfronten, där han förde befälet över flera arméer.
Efter kriget ställdes von Salmuth och tretton andra tyska generaler inför rätta vid OKW-rättegången. Han dömdes till tjugo års fängelse för krigsförbrytelser och brott mot mänskligheten. Straffet omvandlades 1951 till tolv års fängelse; han frigavs dock redan 1953.

### Webbkällor
- Miller, Michael D.; Collins, Gareth. ”Generaloberst Hans Eberhard Kurt von Salmuth” (på engelska). Axis Biographical Research. Arkiverad från originalet den 3 maj 2014. https://archive.today/20140503231627/http://www.geocities.com/~orion47/WEHRMACHT/HEER/Generaloberst/SALMUTH_HANS.html. Läst 3 maj 2014.